# Proporção de tela
Proporção de tela, também referida como proporção, relação ou razão de aspecto (português brasileiro) ou aspeto (português europeu), de uma imagem bidimensional ("aspect ratio" em inglês) é a relação matemática entre as suas duas dimensões, em geral obtida pela divisão entre as medidas da largura e da altura . Pode ser representada por um número decimal com duas casas (1,33; 1,66; etc.) ou pela relação entre dois números inteiros (4:3; 5:3; etc.).
Nas artes plásticas bidimensionais (desenho, pintura, gravura, etc.), as proporções de imagem são bastante variadas, não havendo qualquer tipo de padronização. Nas artes gráficas, existem padrões para publicação em revistas, cartazes, outdoors, etc., mas mesmo estes padrões são bastante maleáveis.
A necessidade de padronização é mais presente na fotografia, em que a proporção da imagem é, a princípio, determinada pela janela da câmara (seja esta analógica ou digital), e principalmente no campo do audiovisual (filmes, vídeos, etc.), em que a dimensão do tempo gera a existência de uma grande quantidade de imagens coerentes entre si, inclusive com relação à proporção de tela.

## Proporções mais comuns

Visualização comparada de três proporções de tela de cinema: a "janela clássica" (1,33), a "janela norte-americana" (1,85) e a "janela panorâmica" (2,35).

Em cinema e televisão, as proporções mais comuns são:

### 1,33 (ou 4:3)
Também chamada de "janela clássica", utilizada na televisão tradicional (SDTV) e na grande maioria das telas de computadores até por volta de 2009, bem como em praticamente todo o cinema feito até por volta de 1950 - e ainda hoje, por alguns raros filmes que buscam um enquadramento "clássico".
Na verdade, desde o final da década de 1920, o fotograma cinematográfico teve que ser redimensionado para abrir espaço para o som e tomou o formato 1,37 (aproximadamente 11:8). A partir daí, a proporção 1,37 passou a ser conhecida como "janela acadêmica" ("Academy aspect ratio") e o velho e quase idêntico padrão 1,33 tomou o nome de "janela muda" ("Silent aspect ratio").

### 2,35 (ou, por aproximação, 7:3)
Também conhecida como "janela panorâmica" ou "anamórfica"; utilizada no cinema desde os anos 1950, originalmente através de um processo chamado de "Cinemascope" (patenteado pela Panavision) e seguido por outros processos semelhantes (Todd-AO, VistaVision, etc.), com proporções de tela parecidas. É um processo caro, que necessita de equipamento especial tanto na filmagem quanto na projeção. A imagem é enquadrada em formato largo, através de uma lente cilíndrica (e não esférica, como é o normal) e então "encolhida" (anamorfizada) para caber num fotograma normal de proporção 1,33. Depois, na projeção, outra lente cilíndrica recompõe o quadro original.

### 1,66 (ou 5:3)
Chamada de "janela europeia" porque se tornou o padrão do cinema europeu a partir da década de 1960.

### 1,85 (ou, por aproximação, 13:7)
Chamada de "janela norte-americana" por ter sido o padrão adotado nas salas de cinema dos Estados Unidos a partir dos anos 1960, e até hoje utilizado em Hollywood para a grande maioria das produções que não utilizam processos anamórficos.

### 1,77 (ou 16:9)
É a proporção da televisão de alta definição, adotada como padrão HDTV desde os anos 1980, e a partir de 2003 também encontrada em muitos monitores de computador.

### 2,33 (ou 21:9)
Chamado de Ultrawide, é o formato mais popular para produção de filmes para o cinema, mas é um formato novo entre os smartphones e monitores.

## Conversão de proporções de tela
Na verdade, não existe conversão de proporções de tela, por razões meramente geométricas: um retângulo não tem como ser perfeitamente encaixado em outro retângulo, mesmo sendo ampliado ou reduzido, se suas proporções não são idênticas . Apesar disso, existe a necessidade de exibir filmes ou programas produzidos em uma determinada proporção na tela de um dispositivo que possui uma proporção diferente. Com este objetivo, os processos mais comuns são:

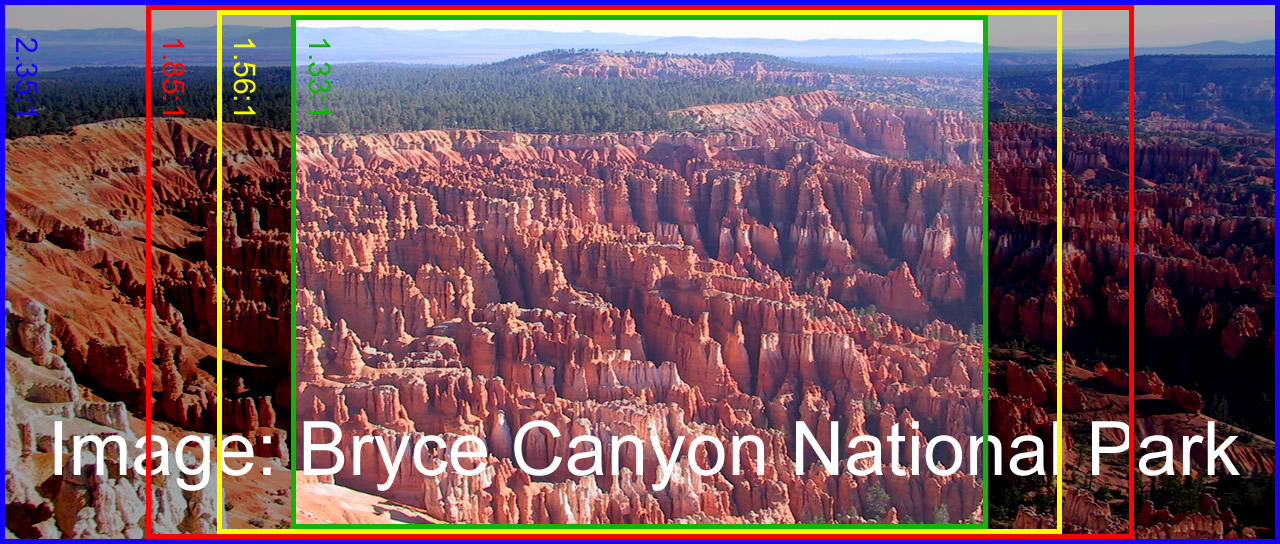
Uma imagem em proporção de Cinemascope (2.35) e, na moldura verde, o que é exibido na TV tradicional (1.33) quando se opta pela cropagem.

Cropagem (em inglês, "cropping"): a imagem original é simplesmente cortada nas laterais (ou em cima e em baixo) a fim de preencher totalmente a tela do dispositivo. No caso de filmes produzidos em "Cinemascope" (proporção 2,35) que são "cropados" para exibição em TV tradicional (proporção 1,33), a perda de informação nas laterais chega a 43% - ou seja, a televisão exibe apenas pouco mais da metade da imagem original.
Pan&Scan (que poderia ser traduzido por "estica e puxa") é uma variação da cropagem, em que as partes a serem suprimidas da imagem original são selecionadas a cada plano do filme: às vezes elimina-se todo o lado direito da imagem, às vezes todo o lado esquerdo, e na maior parte do tempo simplesmente exibe-se a parte central da imagem original. Em alguns planos, o "Pan&Scan" chega a criar um movimento artificial da janela (que evidentemente não foi previsto pelos realizadores do filme) a fim de seguir, por exemplo, o desenvolvimento de um diálogo entre personagens que estão em cantos opostos do quadro.

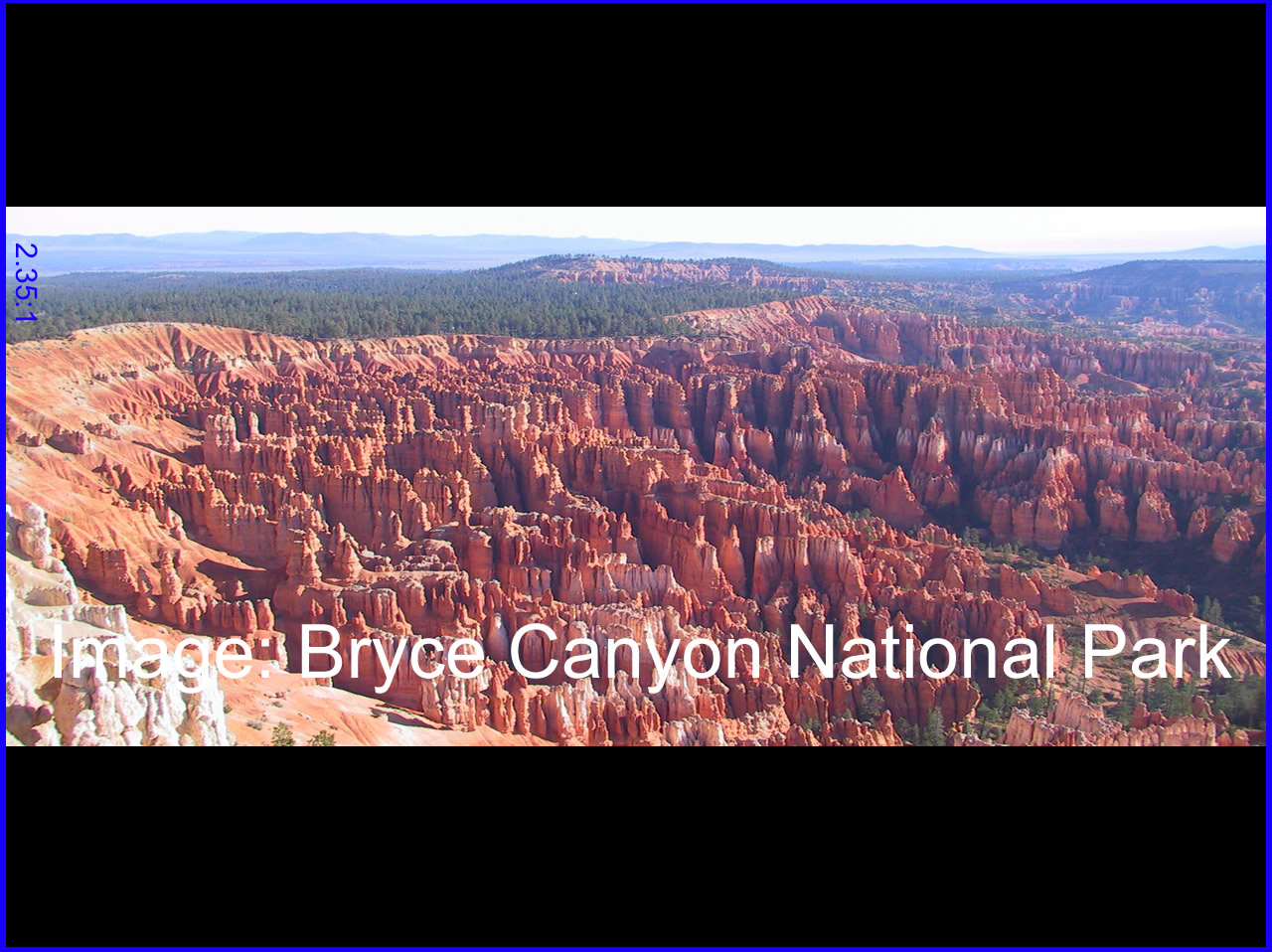
Uma imagem de Cinemascope (2.35) exibida por inteiro na TV tradicional (1.33), com o uso de barras horizontais.

Distorção (em inglês, "stretching"): a imagem original é distorcida, vertical ou horizontalmente, a fim de preencher totalmente a tela do dispositivo. O processo de distorção não deve ser confundido com a "anamorfização" (utilizada, por exemplo, no Cinemascope), que é necessariamente revertida na exibição, produzindo imagens de objetos com proporções coerentes. Ao contrário, ao distorcer uma imagem produzida para TV tradicional (1,33) tentando encaixá-la numa tela de HDTV (1,77), os personagens ficarão 33% mais gordos quando estiverem em pé, e 33% mais magros quando estiverem deitados.
Barras: a imagem original é reduzida para caber inteiramente na tela, sendo o espaço correspondente à diferença de proporções preenchido com barras negras horizontais (em inglês, "letterboxing") ou verticais ("pillarboxing"). É a única maneira de preservar a totalidade da informação contida no programa original, respeitando as decisões de enquadramento e composição tomadas pelo diretor, pelo diretor de fotografia, pelo diretor de arte, etc.